# Kühne-Stiftung

Logo

Die Kühne-Stiftung ist eine gemeinnützige Schweizer Stiftung mit Sitz in Schindellegi, Schwyz. Gegründet wurde sie 1976 von den Erben und Unternehmern des Logistikkonzerns Kühne + Nagel (K + N), Alfred Kühne, seiner Frau Mercedes und dem gemeinsamen Sohn Klaus-Michael Kühne – der keine Nachkommen hat. Die Stiftung wird später das Unternehmenskapital – laut Der Spiegel ca. 33 Mrd. Euro (Stand Mai 2022) – der Kühne Holding AG übernehmen, die derzeit über ein K + N Aktienpaket in Höhe von 53 Prozent verfügt.

## Stiftungsrat
Das Gremium setzt sich aus 10 Mitgliedern zusammen. Geschäftsführender Kühne-Stiftungsrat ist seit dem 1. April 2022 der ehemalige Bertelsmann Stiftungs-Vorstand Jörg Dräger. Präsident der Kühne-Stiftung ist Klaus-Michael Kühne – unterstützt von seiner Frau Christine. Vizepräsident ist der Jurist Thomas Staehelin. Weitere Mitglieder sind Michael Behrendt, Karl Gernandt, Lino Guzzella, Wolfgang Peiner, Jörg Wolle, Gregor Zünd (Stand 5/2022).

## Ziele
Laut Satzung verfolgt die Stiftung die „Förderung der Aus- und Weiterbildung sowie der Wissenschaft und Forschung auf den Gebieten Verkehrswirtschaft und Logistik“, daneben fördert sie die „Unterstützung medizinischer Wissenschaften, humanitärer und karitativer Anliegen sowie kultureller Vorhaben“.

## Projekte
Mit einer Großspende der Stiftung in Höhe von 30 Mio. Euro entstand 2007 an der Technischen Universität Hamburg-Harburg in Public-Private-Partnership die Kühne School of Logistics and Management (KSL), die sich in Forschung und Lehre zentralen Fragen der Logistik sowie des Managements widmet. Gemessen an der Fördersumme, die eine der grössten Einzelspenden im Bereich Forschungsförderung in Deutschland überhaupt darstellt, ist die Kühne School of Logistics and Management das bedeutendste Projekt der Kühne-Stiftung.
Im September 2010 wurde die KSL als eigenständige, private Hochschule aus der TUHH herausgelöst und erhielt im selben Jahr die staatliche Anerkennung. Die "Kühne Logistics University" bietet mit ihren 15 Lehrstühlen rund 170 Studierenden die Auswahl aus drei Master-, einem MBA- sowie einem Bachelor-Studiengang. Seit 2012 besteht zudem ein Ph.D-Programm. Ende 2013 hat sie ihren neuen Sitz in der HafenCity bezogen.
Die KLU ist Mitglied der Logistik-Initiative Hamburg.
Weitere Logistik-Projekte sind seit 2005 das Zentrum für internationale Logistiknetze an der Technischen Universität Berlin, das 2009 zum Fachgebiet Internationale Logistiknetze ausgebaut worden ist und seit 2000 das Kühne-Zentrum für Logistikmanagement an der WHU – Otto Beisheim School of Management, das 2005 um einen Lehrstuhl in Logistikmanagement ergänzt wurde. Neuer Projektpartner ist die ETH Zürich. Unterstützt wird zudem die Deutsche Außenhandels- und Verkehrs-Akademie in Bremen. Im logistischen Bereich wird auch humanitäre Logistik gefördert.
Weitere Schwerpunkte sind die kulturelle Förderung in insbesondere in Form der Musikförderung, z. B. Förderung der Elbphilharmonie.
Unter dem Namen CK-CARE (Christine Kühne – Center for Allergy Research and Education) werden Projekte im Bereich Allergieforschung und Gesundheitsförderung von Kindern unterstützt.